# Тюменская ТЭЦ-1

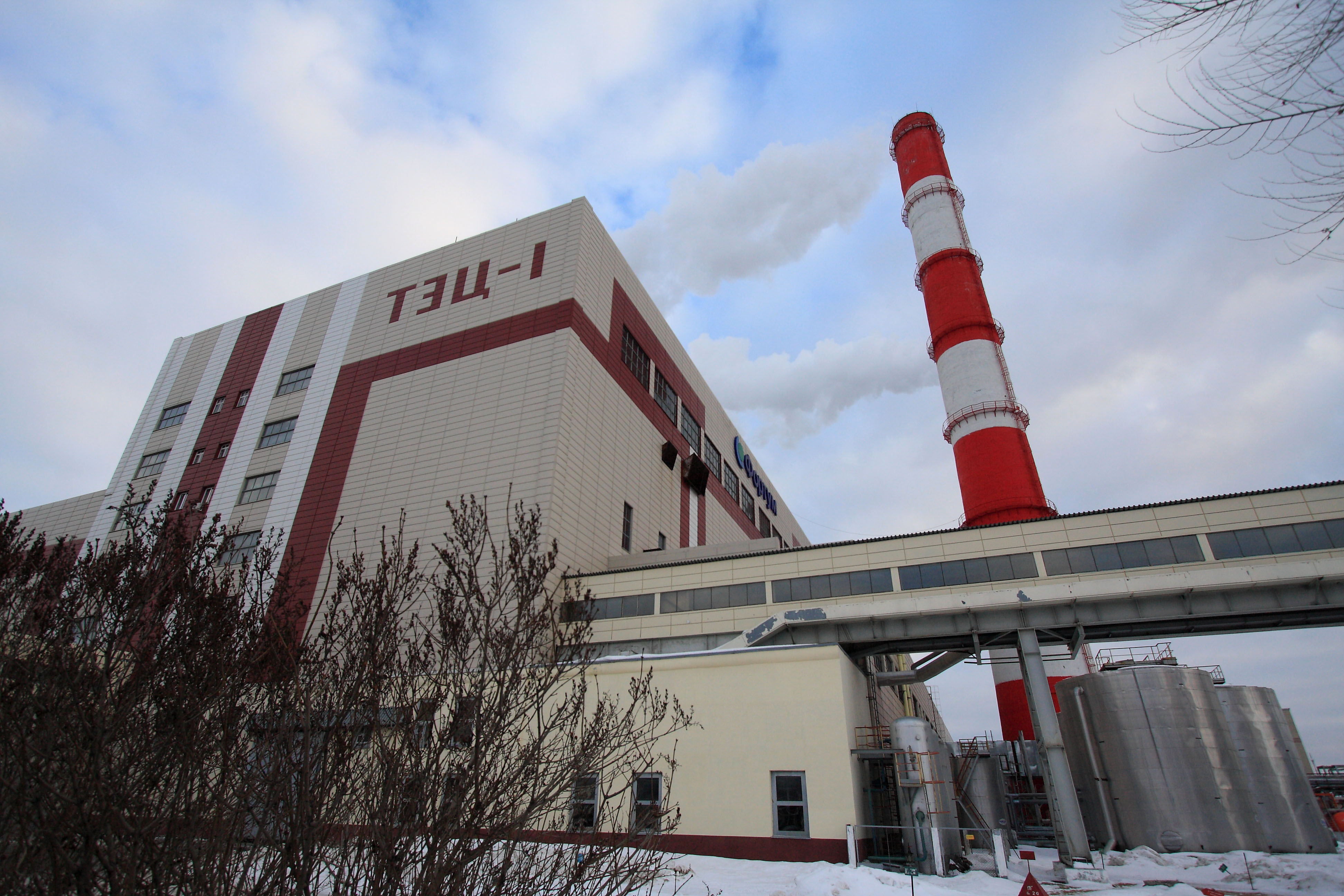

Тюменская ТЭЦ-1 — теплоэлектроцентраль, расположенная в городе Тюмень. Входит в состав ПАО «Форвард Энерго». Электростанция поставляет электрическую и тепловую энергию на оптовый рынок и обеспечивает централизованное теплоснабжение жилой и общественно-деловой застройки города Тюмень.

## История
Электростанция введена в работу 17 ноября 1960 года.
В 1968—1972 гг. в эксплуатацию была введена вторая очередь ТЭЦ в составе семи паровых котлов БКЗ-210-140Ф и двух паровых турбин Т-100-130, действующих до сих пор, несмотря на физический износ и моральное старение.
Изначально основным топливом ТЭЦ являлся торф который добывали Новоторманском месторождении и доставляли по узкоколейной железной дороге. 
В 2004 и 2011 годах соответственно были введены в эксплуатацию первый и второй энергоблоки ПГУ. Мощность каждого составляет 190 МВт по электрической и 220 Гкал/ч по тепловой энергии. Энергоблоки ПГУ построены по схеме сброса выхлопных газов газовой турбины в паровой энергетический котел. Это решение применяется для надстройки существующих ТЭЦ с постоянной промышленной тепловой нагрузкой, что обеспечивает высокий коэффициент использования топлива и незначительные колебания электрической мощности при работе по тепловому графику. Однако, промышленные потребители ТЭЦ-1 в течение последних десяти лет активно переходили на собственные источники теплоснабжения, что привело к существенному снижению промышленной нагрузки и резкому ухудшению эксплуатационных показателей введённых энергоблоков.
Официальный адрес предприятия: Тюмень, ул. Одесская, 1.

## Описание
Установленная электрическая мощность станции на 1 июля 2021 года составляет 681,7 МВт, тепловая — 1 561 Гкал/ч.
Основное оборудование ТЭЦ:
- 2 энергоблока ПГУ, каждый из которых включает газовую турбину (1 шт. Siemens V64.3A / SGT-1000F и 1 шт. Ansaldo AE64.3А), паровой котёл Е-500-13,8-560 ГН и паровую турбину Т-130/160-12,8;
- 3 паровые турбины Т-100-130;
- 7 энергетических котлов БКЗ-210-140Ф;
- 4 пиковых водогрейных котла ПТВМ-180.

Основным топливом на станции является природный газ, аварийным — мазут. Источником холодного водоснабжения ТЭЦ-1 является река Тура.
ТЭЦ-1 расположена в восточной части города и является одним из двух основных источников тепла и электроснабжения города. Обеспечивает теплоснабжение Антипинского, Гилевского, Заречного, Затюменского и Центрального районов города Тюмени.